# Pinjore
Pinjore là một thành phố và là nơi đặt ủy ban đô thị (municipal committee) của quận Panchkula thuộc bang Haryana, Ấn Độ.

## Nhân khẩu
Theo điều tra dân số năm 2001 của Ấn Độ, Pinjore có dân số 25.498 người. Phái nam chiếm 54% tổng số dân và phái nữ chiếm 46%. Pinjore có tỷ lệ 76% biết đọc biết viết, cao hơn tỷ lệ trung bình toàn quốc là 59,5%: tỷ lệ cho phái nam là 80%, và tỷ lệ cho phái nữ là 71%. Tại Pinjore, 13% dân số nhỏ hơn 6 tuổi.